# Johann Friedrich Jungen (Baumeister)
Johann Friedrich Jungen oder Johann Friedrich Junge (geboren 1686; gestorben 1767) war ein Kurfürstlich Braunschweig Lüneburgischer Hofbaumeister in Hannover.

## Leben

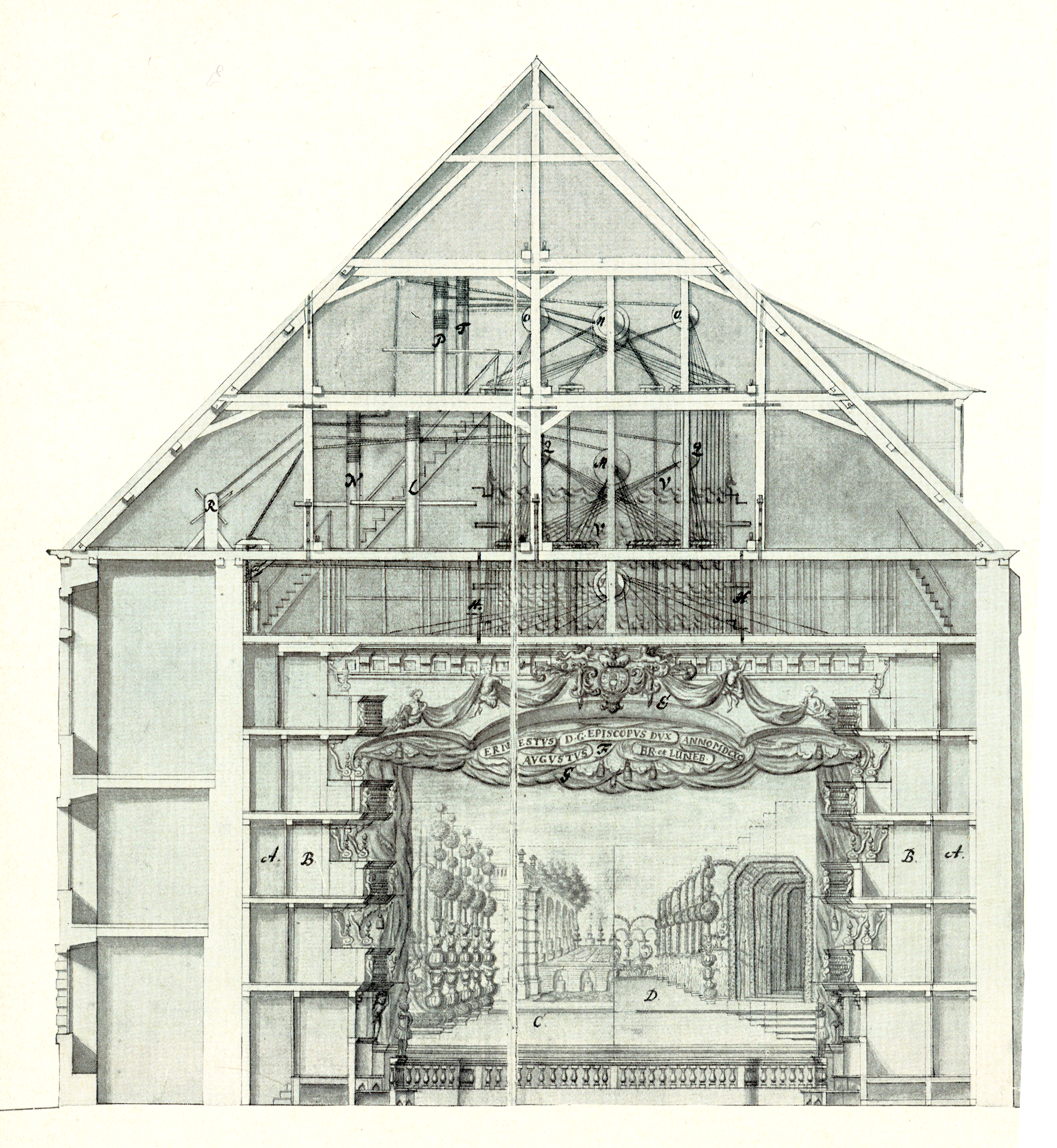
Querschnitt durch das Bühnenhaus des Schlossopernhauses in Hannover mit der Mechanik des Schnürbodens und einer barocken Bühnendekoration des 18. Jahrhunderts;
Tuschzeichnung von Jungen, 1746

Johann Friedrich Jungen wurde 1712 als Kammerpedell in Hannover eingestellt.
1717 wurde er zum Baugegenschreiber bestellt und 1723 oder 1724 zum Bauschreiber befördert. 1739 erfolgte seine Ernennung zum Baumeister.
Als Hofbaumeister wirkte Jungen in Hannover von 1739 an oder ab 1751 bis zu seiner Pensionierung 1758, die aus gesundheitlichen Gründen veranlasst wurde.
Zu seinen Leistungen als Architekt zählt unter anderem der Bau des Schlosses Monbrillant.

## Bekannte Werke
- Schloss Monbrillant bei Hannover[5]
- Neubau des Orangeriegebäudes in Herrenhausen[6]
- Ähnlich wie der Harzer Oberkunststeiger Christian Schwarzkopf Mitwirkung bei der Ingangsetzung der Herrenhäuser Wasserkünste
- 1746: Profil des Schlossopernhauses in Hannover; Tuschzeichnung eines Querschnittes durch das Bühnenhaus des Schlossopernhauses am Leineschloss, auf dem die Mechanik des Schnürbodens sowie die barocke Bühnendekoration gut zu erkennen ist.[3]
- zwischen 1753 und 1758: Entwurf für das Goertzsche Palais beim späteren Wallmodenpalais.[4]

## Archivalien
Archivalien von und über Johann Friedrich Jungen finden sich beispielsweise
- im Stadtarchiv Hannover, im „Schlossbauatlas“ mit mindestens 3 Federzeichnungen auf Papier, laviert, 44,7 × 64,4 cm zum Schlossopernhaus am Leineschloss[3]